# تپه خیر آباد
تپه خیر آّباد مربوط به دوره اشکانیان - دوره ساسانیان است و در شهرستان زهک، بخش جزینک، دهستان جزینک، ۱۰۰ متری جنوب شرقی روستای خیر آباد واقع شده و این اثر در تاریخ ۲۸ شهریور ۱۳۸۶ با شمارهٔ ثبت ۱۹۶۴۵ به‌عنوان یکی از آثار ملی ایران به ثبت رسیده است.